# Han Sang-jik
Han Sang-jik – północnokoreański zapaśnik w stylu wolnym. Zajął 10. miejsce w mistrzostwach świata w 1991. Srebrny medal na igrzyskach azjatyckich w 1990. Drugi w mistrzostwach Azji w 1991, trzeci w 1993 roku.